# Diễn Đồng
Diễn Đồng là một xã thuộc huyện Diễn Châu, tỉnh Nghệ An, Việt Nam.
Xã có diện tích 5,26 km², dân số năm 1999 là 4.659 người, mật độ dân số đạt 886 người/km².